# Hans Aanrud
Hans Aanrud (Vestre Gausdal, Oppland, 1863. szeptember 3. – Oslo, 1953. január 9.) norvég író, aki főként novella- és színműíróként vált ismertté. Műveiben a délkelet-norvégiai parasztok életét mutatta be a 19. és 20. század fordulójának idejéből. Vígjátékaiban kigúnyolta a félművelt, öntetszelgő hivatalnoki és papi réteget, melyek magatartásával és viselkedésével az egyszerű emberek józanságát állította szembe.

## Életrajza
Hans Aanrud parasztcsaládból származott és Közép-Norvégia hegyes-völgyes vidékén nőtt fel. Latin iskolába járt és azután magántanárként kereste a kenyerét. Amikor íróként első sikereit learatta, a fővárosba költözött. Ott irodalom- és színikritikusként tevékenykedett. 1911 és 1923 között az Oslói Nemzeti Színház tanácsadója volt.

## Munkássága
Aanrud szülőhelye, iparosítás előtti paraszti életének realista ábrázolásával szerzett hírnevet. Az egyszerű parasztok gondolkodásmódját részben a párbeszédekben és a bájos kifejezésmódban mutatta be. A vidéket hangulatosan és humorosan, túlnyomórészt tragikai akcentussal írja le. A karakterek, a cselekmény és a tájleírás mégis egységet képeznek. Aanrud meséinek főszereplői gyakran gyerekek, ezért az ezekről szóló könyvei kedvelt gyerekkönyvekké váltak. Ennek ellenére Aanrud ezeket az olvasmányokat idősebb olvasóknak szánta. Skandinávia többi országában, Nagy-Britanniában és Németországban meséit hamarosan lefordították és kiadták. Aanrud legsikeresebb meséihez Sidsel hosszú szoknyácskája című meséje tartozik, amelyben egy norvég pásztorlány a bátyjától nászajándékba egy túlságosan hosszú szoknyát kap, és a leány emiatt kapta a „hosszú szoknyácska” becenevet. A könyv 1903-ban jelent meg. A Sölve Solfeng, amit 1910-ben adtak ki, egy pásztorfiú története, akinek az otthona a norvég hegyvidék, és a mű nagyon népszerű lett. Mindkét írás tartalmában a kemény körülményekről szól, amelyek között a parasztgyerekeknek dolgozniuk kellett, távol a szüleiktől és amelyek között nyomorúságos életüket tengették. A sanyarú sorsok bemutatása ellenére a történetek mégis optimista kicsengésűek. Aanrud rövid elbeszélései gyűjteményének két fordítása Németországban is nagy ismertségre tett szert: a Gyerekhad 1907-ből és a Fiatalok 1910-ből.
Aanrud néhány komédiában szatirikusan mutatta be a kispolgárok életét a nagyvárosban. Ezek a művek nem lettek ismertek Oslo határain kívül, mára pedig már a feledés homályába vesztek. A gólya (1895), ami a 19. század végén Kristianiában játszódik, s amiben egy naiv hivatalnok a jobb társadalmi körökbe kísérel meg bekerülni, akinek a tájékozatlanságát a királyi megbízottak kihasználják és újra és újra átejtik. Az igazság aztán végül is kiderül. Aanrud ebben a komédiában az affektáló és hazug magatartást és cselekedeteket gúnyolja ki. Az általa gyökértelennek és morbidnak tekintett városi élet pozitív befolyásolását kívánta elérni az egészséges és belül erős paraszti világ bemutatásával, s végül is a városi és a vidéki kultúra egymáshoz közelítésével.

## Művei
Legismertebb művei:
- A gólya (1911)
- Egy téli éjszaka és más elbeszélések (1896)
- Hanen (1898)
- Sidsel hosszú szoknyácskája (1903)
- Sölve Solfeng, a vasárnapi gyerek (1910)
- Fortaellinger for Barn (1917)
- Sölve Suntrap (1926)
- Összegyűjtött művei 1914–1915

### Magyarul
- Téli éjszaka. Elbeszélések; ford. Hetyey József, utószó Leffler Béla; Kner, Gyoma, 1931